# Scarus frenatus
Scarus frenatus är en fiskart som beskrevs av Lacepède 1802. Scarus frenatus ingår i släktet Scarus och familjen Scaridae. IUCN kategoriserar arten globalt som livskraftig. Inga underarter finns listade i Catalogue of Life.